# 諾亞方舟世界巡迴演唱會
諾亞方舟世界巡迴演唱會，是臺灣樂團五月天的第九次大型演唱會，亦是他們第五次舉行的世界巡迴演唱會。此次巡迴演唱會自2011年12月23日於七場臺北小巨蛋首站揭開序幕。在2012年12月21日前為「末日狂歡版」，2012年12月22日以後則以「明日重生版」為題演出。2014年3月29日為五月天15週年成軍日，於美國洛杉磯舉行最終場。2022年12月23日起為慶祝該主題演唱會十週年，以「進化復刻限定版」在樂天桃園棒球場重啟巡演。2023年6月1日-3日在鳥巢繼續航行。2024年1月13-14日以新加坡國家體育場為最終站。

## 背景
2011年10月25日，相信音樂官網公布「諾亞方舟世界巡迴演唱會」台北場門票於11月11日開賣，演唱會舉行日分別為12月23日至25日、12月29、30、31日、2012年1月1日，度過聖誕節並且橫跨2011與2012兩年。11月11日，門票準時於中午12:00開賣，五萬人瞬間湧入售票系統造成數度當機，約9萬張門票在一天之內被搶購一空，也於一天之內創下台灣演唱會史上三大紀錄：「小巨蛋480元最低票價（後被陳綺貞所破）」、「撐破小巨蛋單一個唱9萬人次最高紀錄」、「突破小巨蛋第一次連辦七場場次紀錄，製作成本飆破兩億」。同時，五月天也突破自己於2009年舉行的「D.N.A創造世界巡迴演唱會」連續四場的紀錄。
2013年9月6日，一連4場的亞洲最終場「諾亞方舟」巡演在台中登場；9月8日在舉行電影《5月天諾亞方舟》的記者會上，宣布2014年在日本和韓國各再加碼1場，也讓台中場從亞洲最終變成台灣最終場，包括已確認的歐洲3場、美加6場，總計加開11個場次。
2014年，「諾亞方舟」巡演航向美加與歐陸，3月17日登上加拿大溫哥華太平洋體育館，此處曾是奧運指定溜冰比賽場地；3月20日登上多倫多航空中心，此地為NBA多倫多暴龍隊主場；3月22日登上美國紐約麥迪遜花園廣場，成為第一個於此地開唱的華人樂團，相信音樂為此至少砸下300萬台幣，於紐約時代廣場強力輪播長達一個月的演唱會宣傳廣告。

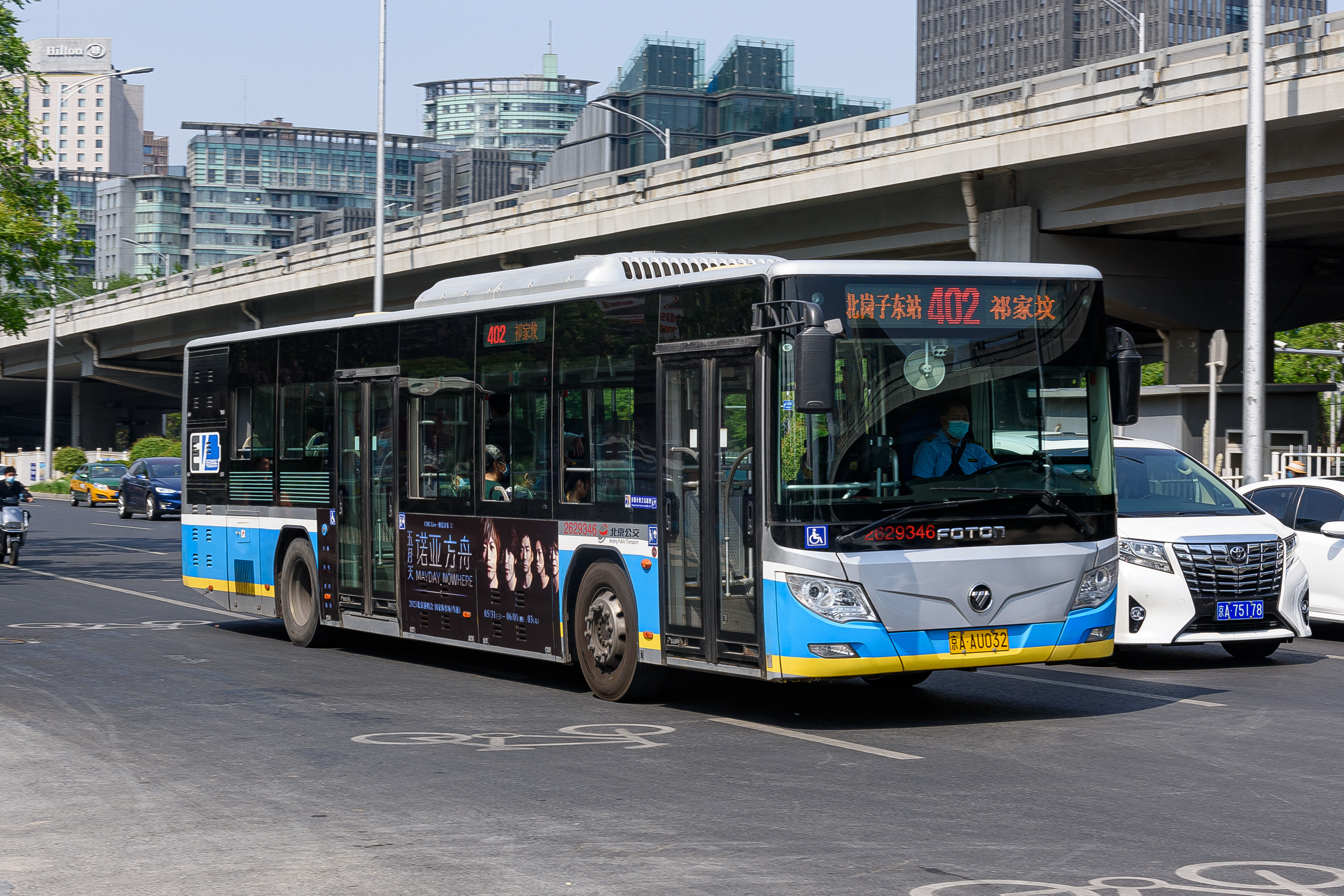
北京公交一台披有「諾亞方舟10週年進化復刻限定版」2023北京演唱會橫額廣告的BJ6123EVCA-37型巴士行駛在北京東三環（2023年5月）

2022年10月17日，為紀念諾亞方舟演唱會10週年，五月天於官方社群宣布於2022年12月23-25、30-31、2023年1月1、7－8日在樂天桃園棒球場連續舉行8場「諾亞方舟10週年進化復刻限定版」演唱會。
2023年1月1日 五月天於官方社群宣布於2023年3月29日、3月31日、4月1日-4月2日在高雄世運主場館舉行4場「末日狂歡 明日航艦 無限放大10週年進化復刻限定版」演唱會。

## 製作
2012年12月21日起，高雄場演唱會首度啟用「互動式螢光棒」，由演唱會團隊必應創造與廠商合作開發、以專利技術讓中央控台可隨現場氣氛控制全場的螢光棒顏色，是亞洲演唱會首度使用之技術 。
2022年12月23日起，桃園場演唱會首度公開並啟用「雲端互動版LED2.0螢光棒」，一樣由演唱會團隊必應創造與廠商合作開發，與「1.0互動式螢光棒」一樣可以以專利技術讓中央控台可隨現場氣氛控制全場的螢光棒顏色，並加入雲端功能，使用者只要在已開啟藍芽的手機上安裝『相信演唱會App』並選取指定之線上演唱會即可在家也可以隨歌曲控制螢光棒顏色（但如在演唱會現場中已讓中央控台控制則會無效）。
演出成員：
- 五月天 （阿信、怪獸、石頭、冠佑、瑪莎）

藝人經紀：
- 相信音樂

製作單位：
- 必應創造
- Seven Design Works by LeRoy Bennett

製作團隊：
- 主辦單位：相信音樂、理想國演藝股份有限公司
- 製作單位：必應創造、Seven Design Works
- 必應創造製作總監：周佑洋（洋公）
- 演唱會導演：丁度嵐（BABOO）
- 節目編排監督：黃士杰
- 視訊部工程師：邱煥升（邱董）
- 音響師：曾我征彥
- 舞台監督：林欣慧

## 電影化
2013年9月8日，於台北微風廣場舉行電影全球首映會。2013年9月18日，電影正式上映。

## 曲序與嘉賓
以下列表僅以2011年12月23日台灣台北場表演的曲目為代表，具體曲目在其他各場次可能出現變化。
1. 2012
2. 叫我第一名
3. 愛情萬歲
4. 歪腰
5. DNA
6. 星空
7. 溫柔
8. 時光機
9. 你不是真正的快樂
10. 盛夏光年
11. 我心中尚未崩壞的地方
12. 諾亞方舟
13. 一千個世紀
14. 笑忘歌
15. 終結孤單
16. T1213121
17. 乾杯
18. 瘋狂世界
19. 三個傻瓜
20. 春天的吶喊
21. OK啦
22. 人生海海
23. 如煙+如果還有明天 (feat.家家)
24. 知足 (家家獨唱)
25. OAOA
26. 第一天
27. 第二人生
28. 讓我照顧你+最重要的小事
29. 倔強
30. 輕功
31. 離開地球表面+諾亞方舟

安可曲I
1. 突然好想你
2. 擁抱
3. 知足
4. 軋車
5. 生命有一種絕對

安可曲II
1. 明白 (瑪莎獨唱)
2. 我不願讓你一個人
3. 戀愛ing
4. 憨人

以下列表僅以2013年12月22日台灣高雄場表演的曲目為代表，具體曲目在其他各場次可能出現變化。
1. 有些事現在不做 一輩子都不會做了
2. 2012
3. 愛情萬歲
4. 叫我第一名
5. DNA
6. 武裝+抓狂
7. 我不願讓你一個人
8. 倉頡
9. 你不是真正的快樂
10. 我心中尚未崩壞的地方
11. 如煙+如果還有明天 (feat.家家)
12. 擁抱
13. T1213121
14. 第二人生
15. 三個傻瓜
16. OK啦
17. 軋車
18. 離開地球表面
19. 溫柔
20. OAOA
21. 第一天
22. 戀愛ING
23. 有些事現在不做 一輩子都不會做了
24. 乾杯

安可曲I
1. 諾亞方舟
2. 人生海海
3. 星空
4. 知足

安可曲II
1. 孫悟空
2. 突然好想你
3. I Love You無望
4. 憨人+倔強

- 2011年12月25日，臺北：與任賢齊合唱《戀愛ING》和《對面的女孩看過來》。
- 2011年12月31日，臺北：安可邀請旺福、宇宙人、MP魔幻力量（個別演唱《我是誰我是誰我是誰》）、強辯、嚴爵（個別演唱《好的事情》）、丁噹（個別演唱《我是一隻小小鳥》）、全體合唱《期待再相逢》。
- 2012年4月30日，北京：與任賢齊合唱《對面的女孩看過來》。
- 2012年12月30日，高雄：與言承旭合唱《好不好》。
- 2013年7月27日，呼和浩特：與任賢齊合唱《對面的女孩看過來》和《對摺》。
- 2013年9月14日，臺中：與flumpool合唱《OAOA》和《証明》中文版。
- 2013年9月15日，臺中：與flumpool合唱《OAOA》和《証明》中文版；與謝金燕合唱《姐姐》。

## 場次列表
| 場次                         | 日期           | 城市       | 國家/地區  | 舉辦場館                   | 暖場嘉賓                | 開場影片新聞主播                                    | 表演嘉賓            |
| 末日狂歡版                   | 末日狂歡版     | 末日狂歡版 | 末日狂歡版 | 末日狂歡版                 | 末日狂歡版              | 末日狂歡版                                          | 末日狂歡版          |
| ---------------------------- | -------------- | ---------- | ---------- | -------------------------- | ----------------------- | --------------------------------------------------- | ------------------- |
| 1                            | 2011年12月23日 | 臺北       | 台灣       | 臺北小巨蛋                 | 不適用                  | 蔡康永                                              | 不適用              |
| 2                            | 2011年12月24日 | 臺北       | 台灣       | 臺北小巨蛋                 | 不適用                  | 蔡康永                                              | 不適用              |
| 3                            | 2011年12月25日 | 臺北       | 台灣       | 臺北小巨蛋                 | 不適用                  | 蔡康永                                              | 不適用              |
| 4                            | 2011年12月29日 | 臺北       | 台灣       | 臺北小巨蛋                 | 不適用                  | 蔡康永                                              | 不適用              |
| 5                            | 2011年12月30日 | 臺北       | 台灣       | 臺北小巨蛋                 | 不適用                  | 蔡康永                                              | 不適用              |
| 6                            | 2011年12月31日 | 臺北       | 台灣       | 臺北小巨蛋                 | 不適用                  | 蔡康永                                              | 不適用              |
| 7                            | 2012年1月1日   | 臺北       | 台灣       | 臺北小巨蛋                 | 不適用                  | 蔡康永                                              | 不適用              |
| 8                            | 2012年2月25日  | 新加坡     | 新加坡     | 新加坡室內體育館           | 不適用                  | 蔡康永                                              | 不適用              |
| 9                            | 2012年3月31日  | 深圳       | 中國大陸   | 深圳灣體育中心             | 不適用                  | 蔡康永                                              | 不適用              |
| 10                           | 2012年4月14日  | 南京       | 中國大陸   | 南京奧體中心體育場         | MP魔幻力量              | 蔡康永                                              | 不適用              |
| 11                           | 2012年4月21日  | 成都       | 中國大陸   | 成都體育中心體育場         | 不適用                  | 蔡康永                                              | 不適用              |
| 12                           | 2012年4月29日  | 北京       | 中國大陸   | 國家體育場                 | 不適用                  | 蔡康永                                              | 不適用              |
| 13                           | 2012年4月30日  | 北京       | 中國大陸   | 國家體育場                 | 不適用                  | 蔡康永                                              | 不適用              |
| 14                           | 2012年5月5日   | 武漢       | 中國大陸   | 新华路体育中心             | 不適用                  | 蔡康永                                              | 不適用              |
| 15                           | 2012年5月9日   | 香港       | 香港       | 香港體育館                 | 不適用                  | 蔡康永                                              | 不適用              |
| 16                           | 2012年5月10日  |            |            | 香港體育館                 | 不適用                  | 蔡康永                                              | 不適用              |
| 17                           | 2012年5月12日  |            |            | 香港體育館                 | 不適用                  | 蔡康永                                              | 不適用              |
| 18                           | 2012年5月13日  |            |            | 香港體育館                 | 不適用                  | 蔡康永                                              | 不適用              |
| 19                           | 2012年5月14日  |            |            | 香港體育館                 | 不適用                  | 蔡康永                                              | 不適用              |
| 20                           | 2012年5月15日  |            |            | 香港體育館                 | 不適用                  | 蔡康永                                              | 不適用              |
| 21                           | 2012年5月19日  | 泉州       | 中國大陸   | 泉州市海峽體育中心體育場   | 不適用                  | 蔡康永                                              | 不適用              |
| 22                           | 2012年5月26日  | 南寧       | 中國大陸   | 廣西壯族自治區體育場       | 不適用                  | 蔡康永                                              | 不適用              |
| 23                           | 2012年6月30日  | 溫州       | 中國大陸   | 溫州體育中心體育場         | 不適用                  | 蔡康永                                              | 不適用              |
| 24                           | 2012年7月21日  | 瀋陽       | 中國大陸   | 鐵西體育場                 | 不適用                  | 蔡康永                                              | 不適用              |
| 25                           | 2012年7月28日  | 青島       | 中國大陸   | 青島天泰體育場             | 不適用                  | 蔡康永                                              | 不適用              |
| 26                           | 2012年9月8日   | 鄭州       | 中國大陸   | 河南省體育中心體育場       | 不適用                  | 蔡康永                                              | 不適用              |
| 27                           | 2012年9月22日  | 南昌       | 中國大陸   | 南昌國際體育中心體育場     | 不適用                  | 蔡康永                                              | 不適用              |
| 28                           | 2012年10月4日  | 上海       | 中國大陸   | 虹口足球場                 | 不適用                  | 蔡康永                                              | 不適用              |
| 29                           | 2012年10月5日  | 上海       | 中國大陸   | 虹口足球場                 | 不適用                  | 蔡康永                                              | 不適用              |
| 30                           | 2012年10月7日  | 上海       | 中國大陸   | 虹口足球場                 | 不適用                  | 蔡康永                                              | 不適用              |
| 31                           | 2012年10月19日 | 廣州       | 中國大陸   | 天河體育中心體育場         | 不適用                  | 蔡康永                                              | 不適用              |
| 32                           | 2012年11月3日  | 長沙       | 中國大陸   | 賀龍體育文化中心           | 不適用                  | 蔡康永                                              | 不適用              |
| 33                           | 2012年11月10日 | 合肥       | 中國大陸   | 合肥奧林匹克體育中心       | 不適用                  | 蔡康永                                              | 不適用              |
| 34                           | 2012年12月8日  | 福州       | 中國大陸   |                            | 不適用                  | 蔡康永                                              | 不適用              |
| 35                           | 2012年12月21日 | 高雄       | 台灣       | 國家體育場                 | 不適用                  | 蔡康永                                              | 不適用              |
| 明日重生版                   |                |            |            |                            |                         |                                                     |                     |
| 36                           | 2012年12月22日 | 高雄       | 台灣       | 國家體育場                 | 不適用                  | 劉寶傑                                              | 不適用              |
| 37                           | 2012年12月30日 | 高雄       | 台灣       | 國家體育場                 | 不適用                  | 劉寶傑                                              | 不適用              |
| 38                           | 2012年12月31日 | 高雄       | 台灣       | 國家體育場                 | 不適用                  | 劉寶傑                                              | 不適用              |
| 39                           | 2013年2月2日   | 洛杉磯     | 美國       | 洛杉磯紀念體育競技場       | 劉若英                  | 劉寶傑                                              | 不適用              |
| 40                           | 2013年3月2日   | 吉隆坡     | 馬來西亞   | 布特拉室內體育館           | 白安 家家               | 劉寶傑                                              | 不適用              |
| 41                           | 2013年3月3日   | 吉隆坡     | 馬來西亞   | 布特拉室內體育館           | 白安 家家               | 劉寶傑                                              | 不適用              |
| 42                           | 2013年3月9日   | 杭州       | 中國大陸   | 黃龍體育中心               | 不適用                  | 何炅                                                | 不適用              |
| 43                           | 2013年3月16日  | 昆明       | 中國大陸   | 昆明市體育場               | 不適用                  | 何炅                                                | 不適用              |
| 44                           | 2013年3月23日  | 貴陽       | 中國大陸   | 貴陽市新體育場             | 不適用                  | 何炅                                                | 不適用              |
| 45                           | 2013年3月30日  | 重慶       | 中國大陸   | 重慶市奧林匹克體育中心     | 不適用                  | 何炅                                                | 不適用              |
| 46                           | 2013年4月30日  | 寧波       | 中國大陸   | 寧波富邦體育場             | 不適用                  | 何炅                                                | 不適用              |
| 47                           | 2013年5月4日   | 香港       | 香港       | 香港體育館                 | 不適用                  | 劉德華                                              | 不適用              |
| 48                           | 2013年5月5日   |            |            | 香港體育館                 | 不適用                  | 劉德華                                              | 不適用              |
| 49                           | 2013年5月7日   |            |            | 香港體育館                 | 不適用                  | 劉德華                                              | 不適用              |
| 50                           | 2013年5月8日   |            |            | 香港體育館                 | 不適用                  | 劉德華                                              | 不適用              |
| 51                           | 2013年5月10日  |            |            | 香港體育館                 | 不適用                  | 劉德華                                              | 不適用              |
| 52                           | 2013年5月11日  |            |            | 香港體育館                 | 不適用                  | 劉德華                                              | 不適用              |
| 53                           | 2013年5月13日  |            |            | 香港體育館                 | 不適用                  | 劉德華                                              | 不適用              |
| 54                           | 2013年5月14日  |            |            | 香港體育館                 | 不適用                  | 劉德華                                              | 不適用              |
| 55                           | 2013年5月19日  | 常州       | 中國大陸   | 常州奧林匹克體育中心體育場 | 不適用                  | 何炅                                                | 不適用              |
| 56                           | 2013年5月25日  | 哈爾濱     | 中國大陸   | 哈爾濱會展中心體育場       | 不適用                  | 何炅                                                | 不適用              |
| 57                           | 2013年6月11日  | 石家莊     | 中國大陸   | 裕彤國際體育中心           | 不適用                  | 何炅                                                | 不適用              |
| 58                           | 2013年6月14日  | 新加坡     | 新加坡     | 新加坡室內體育館           | 家家 白安               | 林俊傑                                              | 不適用              |
| 59                           | 2013年6月15日  |            |            | 新加坡室內體育館           | 家家 白安               | 林俊傑                                              | 不適用              |
| 60                           | 2013年6月22日  | 西安       | 中國大陸   | 陝西中新滻灞體育場         | 不適用                  | 何炅                                                | 不適用              |
| 61                           | 2013年6月29日  | 大連       | 中國大陸   | 大連金州體育場             | 不適用                  | 何炅                                                | 不適用              |
| 62                           | 2013年7月19日  | 上海       | 中國大陸   | 上海體育場                 | 不適用                  | 何炅                                                | 不適用              |
| 63                           | 2013年7月20日  | 上海       | 中國大陸   | 上海體育場                 | 不適用                  | 何炅                                                | 不適用              |
| 64                           | 2013年7月27日  | 呼和浩特   | 中國大陸   | 呼和浩特體育場             | MP魔幻力量              | 何炅                                                | 不適用              |
| 65                           | 2013年8月3日   | 深圳       | 中國大陸   | 深圳灣體育中心             |                         | 何炅                                                | 不適用              |
| 66                           | 2013年8月11日  | 廈門       | 中國大陸   | 廈門體育中心體育場         |                         | 何炅                                                | 不適用              |
| 67                           | 2013年8月17日  | 北京       | 中國大陸   | 國家體育場                 | 白安                    | 吳奇隆                                              | 不適用              |
| 68                           | 2013年9月6日   | 臺中       | 台灣       | 國立臺灣體育運動大學田徑場 | 宇宙人                  | 謝金燕                                              | 不適用              |
| 69                           | 2013年9月7日   | 臺中       | 台灣       | 國立臺灣體育運動大學田徑場 | 宇宙人                  | 謝金燕                                              | 不適用              |
| 70                           | 2013年9月14日  | 臺中       | 台灣       | 國立臺灣體育運動大學田徑場 | MP魔幻力量              | 謝金燕                                              | 不適用              |
| 71                           | 2013年9月15日  | 臺中       | 台灣       | 國立臺灣體育運動大學田徑場 | 家家                    | 謝金燕                                              | 不適用              |
| 72                           | 2014年2月8日   | 首爾       | 韓國       | 韓國國際展覽中心           | 不適用                  |                                                     | 不適用              |
| 73                           | 2014年2月21日  | 倫敦       | 英國       | 溫布利體育館               | 不適用                  | 蔡康永 劉寶傑 何炅 劉德華 林俊傑 吳奇隆 謝金燕 嚴爵 | 不適用              |
| 74                           | 2014年2月23日  | 巴黎       | 法國       | 天頂音樂廳                 | 不適用                  |                                                     | 不適用              |
| 75                           | 2014年2月26日  | 阿姆斯特丹 | 荷蘭       | 海尼根音樂廳               | 不適用                  |                                                     | 不適用              |
| 76                           | 2014年3月17日  | 溫哥華     | 加拿大     | 太平洋體育館               | 旺福                    |                                                     | 不適用              |
| 77                           | 2014年3月20日  | 多倫多     | 加拿大     | 加拿大航空中心             | 不適用                  |                                                     | 不適用              |
| 78                           | 2014年3月22日  | 紐約       | 美國       | 麥迪遜花園廣場             | 不適用                  |                                                     | 不適用              |
| 79                           | 2014年3月24日  | 芝加哥     | 美國       | 禮堂劇院                   | 不適用                  |                                                     | 不適用              |
| 80                           | 2014年3月26日  | 休士頓     | 美國       | 河口音樂中心               | 不適用                  |                                                     | 不適用              |
| 81                           | 2014年3月28日  | 聖荷西     | 美國       | 聖荷西州立活動中心         | 不適用                  |                                                     | 不適用              |
| 82                           | 2014年3月29日  | 洛杉磯     | 美國       | 洛杉磯紀念體育競技場       | 不適用                  |                                                     | 不適用              |
| 10週年進化復刻限定版         |                |            |            |                            |                         |                                                     |                     |
| 83                           | 2022年12月23日 | 桃園       | 台灣       | 樂天桃園棒球場             | 宇宙人                  | 不適用                                              | 不適用              |
| 84                           | 2022年12月24日 | 桃園       | 台灣       | 樂天桃園棒球場             | 琳誼                    | 不適用                                              | 鄧紫棋 （遠端合唱） |
| 85                           | 2022年12月25日 | 桃園       | 台灣       | 樂天桃園棒球場             | 蕭秉治                  | 不適用                                              | EXILE THE SECOND    |
| 86                           | 2022年12月30日 | 桃園       | 台灣       | 樂天桃園棒球場             | 法蘭                    | 不適用                                              | 劉若英              |
| 87                           | 2022年12月31日 | 桃園       | 台灣       | 樂天桃園棒球場             | 傻子與白痴 白安         | 不適用                                              | 不適用              |
| 88                           | 2023年1月1日   | 桃園       | 台灣       | 樂天桃園棒球場             | 告五人                  | 不適用                                              | 不適用              |
| 89                           | 2023年1月7日   | 桃園       | 台灣       | 樂天桃園棒球場             | 魏嘉瑩                  | 不適用                                              | 品冠                |
| 90                           | 2023年1月8日   | 桃園       | 台灣       | 樂天桃園棒球場             | 蕭秉治                  | 不適用                                              | 不適用              |
| 無限放大10週年進化復刻限定版 |                |            |            |                            |                         |                                                     |                     |
| 91                           | 2023年3月29日  | 高雄       | 台灣       | 高雄國家體育場             | 傻子與白痴 魏嘉瑩＋琳誼 | 不適用                                              | 任賢齊              |
| 92                           | 2023年3月31日  | 高雄       | 台灣       | 高雄國家體育場             | HUSH                    | 不適用                                              | 告五人              |
| 93                           | 2023年4月1日   | 高雄       | 台灣       | 高雄國家體育場             | 鼓鼓吕思纬              | 不適用                                              | 蕭秉治              |
| 94                           | 2023年4月2日   | 高雄       | 台灣       | 高雄國家體育場             | 麋先生 白安             | 不適用                                              | Energy              |
| 10週年進化復刻限定版         |                |            |            |                            |                         |                                                     |                     |
| 95                           | 2023年5月31日  | 北京       | 中國大陸   | 國家體育場                 | 白安                    | 不適用                                              | 家家                |
| 96                           | 2023年6月1日   | 北京       | 中國大陸   | 國家體育場                 | HUSH 宇宙人             | 不適用                                              | 王源                |
| 97                           | 2023年6月3日   | 北京       | 中國大陸   | 國家體育場                 | 麋先生 鼓鼓吕思纬       | 不適用                                              | 華晨宇              |
| 98                           | 2023年10月11日 | 廣州       | 中國大陸   | 廣東省奧林匹克體育中心     | 白安                    | 不適用                                              | 家家                |
| 99                           | 2023年10月12日 | 廣州       | 中國大陸   | 廣東省奧林匹克體育中心     | 宇宙人                  | 不適用                                              | 家家                |
| 100                          | 2023年10月14日 | 廣州       | 中國大陸   | 廣東省奧林匹克體育中心     | 魏嘉瑩＋琳誼            | 不適用                                              | 家家                |
| 101                          | 2023年10月15日 | 廣州       | 中國大陸   | 廣東省奧林匹克體育中心     | BOOM!怪物星人           | 不適用                                              | 家家                |
| 102                          | 2023年10月16日 | 廣州       | 中國大陸   | 廣東省奧林匹克體育中心     | 鼓鼓吕思纬              | 不適用                                              | 家家                |
| 103                          | 2024年1月13日  | 新加坡     | 新加坡     | 新加坡國家體育場           | GX                      | 不適用                                              | 不適用              |
| 104                          | 2024年1月14日  | 新加坡     | 新加坡     | 新加坡國家體育場           | 麋先生                  | 不適用                                              | 不適用              |

## 外部連結
- （繁體中文） 演唱会官方網站